# Mercadoria e ofertas de patrocínio das Spice Girls
As Spice Girls são um girl group pop britânico que ganhou proeminência internacional com o lançamento de seu primeiro single "Wannabe" em 1996. Em 1997, a banda se envolveu em um fenômeno de marketing sem precedentes, levando a um número prolífico de artistas. Mercadoria e ofertas de patrocínio das Spice Girls. Com o lançamento oficial das Spice Girls em centenas de produtos diferentes, elas tornaram-se o grupo mais comercializado da história da música. A marca Spice Girls supostamente produziu mais de 300 milhões de libras em todo o mundo através de mercadorias em 1997. Globalmente, o total de vendas do grupo foi estimado em 500 a 800 milhões de dólares em maio de 1998.

## História

### 1997: merchandising sem precedentes
Na parte de trás de seu álbum de estreia Spice, as Spice Girls começaram a assinar muitos acordos lucrativos de merchandising e endosso.
Em fevereiro de 1997 as Spice Girls foram contratadas para ajudar a lançar o West McLaren Mercedes MP4/12 no Alexandra Palace, em Londres . Cantaram "Wannabe", "Say You'll Be There" e "Who Do You Think You Are" para um público de cinco mil pessoas, incluindo mídia, patrocinadores, convidados VIP e fãs. O evento foi filmado pela MTV. Em março, Girl Power! o primeiro livro das Spice Girls foi lançado na Virgin Megastore; ele esgotou sua tiragem inicial de 200.000 cópias em um dia e acabou sendo traduzida para mais de 20 idiomas. Mais tarde naquele mês, o grupo foi contratado para participar do lançamento da quinta rede de televisão terrestre da Grã-Bretanha, o Channel 5, por um cachê de £ 500.000. Eles apareceram em anúncios impressos promocionais, gravaram uma música ("1,2,3,4,5!") e filmaram um vídeo musical que se tornou o primeiro programa de transmitido pela da rede. O lançamento foi assistido por 2,49 milhões de telespectadores. Durante esse tempo, o grupo também lançou o Spice, a revista trimestral de fã-clube das Spice Girls. Em abril, um documentário VHS One Hour of Girl Power, foi lançado; vendendo quase 500.000 cópias no Reino Unido entre abril e junho, tornando-se o álbum de vídeo pop mais vendido de todos os tempos.
No início de 1997, as Spice Girls assinaram um contrato de endosso multimilionário com a PepsiCo para lançar a campanha "Generation Next" da empresa de refrigerantes. 92 milhões de latas e garrafas promocionais da Pepsi com as Spice Girls, individualmente ou em grupo, foram produzidas em todo o mundo. Brindes promocionais incluem copos colecionáveis e dois singles de edição limitada, "Step To Me" e "Move Over (Generation Next)". O grupo atuou em três comerciais de televisão para a Pepsi, todos com a música "Move Over", que foram ao ar na TV e nos cinemas em todo o mundo. Em outubro de 1997, o grupo realizou dois concertos ao vivo em Istanbul patrocinados pela empresa de refrigerantes, com ingressos disponíveis exclusivamente através de uma oferta da Pepsi. A campanha "Generation Next" das Spice Girls levou a um ganho recorde de 5% no mercado de cola da Pepsi em 1997 e o endosso foi prorrogado em novembro de 1997 por um adicional de £ 500.000. Em uma entrevista em 2014 para a BBC Radio 2, o gerente de longa data do grupo, Simon Fuller, afirmou que a Pepsi gastou cerca de US $ 100 milhões na campanha de endosso das Spice Girls.
Em junho de 1997, foi relatado que as Spice Girls haviam se inscrito para mais de 100 marcas registradas. Em julho de 1997, o grupo iniciou um acordo de patrocínio com a Walkers Crisps para lançar seu sabor "Cheese & Chives". As Spice Girls foram apresentadas em vários pacotes de batatas fritas individualmente e em grupo. Eles também atuaram em dois anúncios de televisão ao lado de Gary Lineker e em uma série de sessões de fotos promocionais para a fabricante britânica de batatas fritas. A Walkers Crisps registrou um aumento de seis por cento na participação de volume da marca no mercado crocante nas primeiras oito semanas da campanha Spice,, vendendo 16 milhões de embalagens de seus biscoitos Spice Girls em outubro daquele ano. No verão de 1997, a empresa de brinquedos Magic Box Toys criou o primeiro álbuns de figurinhas colecionáveis das Spice Girls e uma série de cartões comerciais. Foi estimado pela Forbes que 25 milhões de cartões haviam sido vendidos em setembro de 1997. Mais tarde, uma segunda série de fotos foi lançada, junto com um livro oficial do Spice World. Durante esse tempo, Polaroid também assinou um acordo com o grupo para produzir vários produtos da marca Spice Girls, incluindo a SpiceCam, uma variação da câmera Polaroid 600 Instant Camera original e Polaroid da primeira câmera a ser nomeada após um grupo ou pessoa, que foi comercializado no Reino Unido. Estados Unidos, Europa, Ásia e Austrália. O grupo filmou anúncios e realizou vários photoshoots promocionais para a SpiceCam. Em agosto de 1997, as Spice Girls se juntaram ao Impulse para lançar uma fragrância conhecida como "Impulse Spice", com um perfume que deveria refletir cada membro individual da banda. Foram produzidos produtos de pulverização corporal e gel de duche desodorizante de edição limitada. Uma campanha publicitária de 1,8 milhões de libras esterlinas acompanhou o lançamento do "Impulse Spice", incluindo um anúncio televisivo que o grupo filmou para o produto. Durante esse tempo, as Spice Girls também se inscreveram para produtos relacionados com a Benetton, relógios Zeon (relógios Spice Girls), British Telecom e Elisabeth the Chef (bolos temáticos das Spice Girls).
Em setembro de 1997, a cadeia de supermercados britânica Asda assinou um acordo de merchandising de £ 1 milhão para lançar uma ampla gama de produtos Spice Girls para a temporada de Natal de 1997. Mais de 40 produtos da marca Spice Girls foram estocados, incluindo alimentos, roupas, presentes, papelaria, material de festa, biscoitos de Natal, pizzas individuais com cada membro representando um sabor diferente, homewear, livros, vídeos, sapatos de plataforma e até mesmo caixas de refeições infantis de marca para meninas nos restaurantes das lojas. O acordo foi promovido na campanha pré-natal de televisão e publicidade impressa da Asda. Naquele mesmo mês, foi anunciado que as Spice Girls haviam assinado um acordo de licenciamento com a empresa de merchandising PMS International para produzir uma ampla gama de produtos oficiais das Spice Girls. Mais de 200 itens separados das Spice Girls foram lançados, incluindo artigos de papelaria, brinquedos, lancheiras, bolsas, bolsas, artigos para festa, roupas, canecas, cosméticos, cartões postais, porta-retratos e emblemas, tudo nas cores oficiais das Spice Girls. e branco. Após o lançamento do Spice World, também foram produzidas recordações de filmes, incluindo versões de brinquedos do Spice Bus. Em outubro de 1997, Cadbury assinou um acordo com a banda para lançar uma série de produtos de chocolate da marca Spice Girls. A gama consistiu em 10 linhas de contagem de chocolate, caixas variadas e confeitos de férias, incluindo ovos de Páscoa, com as Spice Girls individualmente ou em grupo. No mesmo mês, foi anunciado que as Spice Girls assinaram um contrato com a Chupa Chups para lançar uma gama de produtos das Spice Girls, incluindo latas diferentes cheias de pirulitos variados com cada garota, "Fantasy Ball" Chupa Chups com diferentes pacotes cada um com um adesivo colecionável Spice Girl, "Push Pops", "Crazy Dips", microfones de brinquedo e pacotes de chiclete que vieram com tatuagens temporárias colecionáveis do grupo. A banda também assinou um acordo de merchandising e distribuição com o varejista americano Target. A varejista de lojas de descontos era uma das maiores fornecedoras de produtos oficiais das Spice Girls nos Estados Unidos e na Austrália, dedicando-as a produtos das Spice Girls, como bicicletas, material escolar, materiais para festas e brinquedos. As Spice Girls também foram patrocinadas pelas marcas de calçados Shellys London e Buffalo, e lançaram uma linha oficial de calçados para adultos e crianças.
Em dezembro de 1997, a primeira série de bonecas oficiais Spice Girls da empresa de brinquedos Galoob (agora Hasbro) foi lançada, com séries subseqüentes lançadas em 1998 e 1999. As bonecas se tornaram um grande sucesso nas temporadas de Natal de 1997 e 1998, vendendo mais de 11 milhões para se tornarem as bonecas de celebridades mais vendidas de todos os tempos. As bonecas eram o quinto brinquedo mais vendido - apesar do estoque limitado - no Reino Unido para a temporada de Natal de 1997, de acordo com o gráfico anual de mais-vendidos de Natal da Associação Britânica de Brinquedos, e o segundo melhor -vendedor de brinquedo de 1998 nos Estados Unidos de acordo com a publicação de comércio de brinquedo da na pesquisa anual da indústria.
No final de 1997, as Spice Girls haviam se tornado uma "formidável máquina de fazer dinheiro", estimada em mais de 300 milhões de libras em todo o mundo naquele ano por meio de seus trabalhos de marketing. A marca Spice Girls foi nomeada uma das melhores marcas de 1997 na lista anual "Marketing Top 100" da Advertising Age. Alguns analistas advertiu de um "exagero" da marca, com Paul McCann do The Independent, alertando que a "exploração infinita em cima do nome da banda sinaliza o começo do fim para o fenômeno Spice". No entanto, as Spice Girls continuaram a assinar mais negócios de merchandising e patrocínio nos anos seguintes.

### 1998–2000: Sucesso contínuo e hiato
No começo de 1998, as Spice Girls assinaram um contrato de patrocínio com a italiana Aprilia, para a turnê mundial Spiceworld. Como parte do acordo, cinco motoneta "Spice Sonic" diferentes - cada um promovendo uma Spice Girl - foram criados e comercializados. O grupo também participou de um photoshoot promocional e filmou um anúncio de televisão para promover as motonetas. No entanto, as relações azedaram entre o grupo e a empresa italiana após a partida repentina de Halliwell em maio de 1998. Em janeiro de 2002, depois de perder uma disputa legal de longo prazo, o grupo foi condenado a pagar US $ 67.000 para a Aprilia pelas motonetas fornecidas as integrantes da banda, além disso danos e custas judiciais.
Spice World, um videogame com desenhos animados das Spice Girls, foi desenvolvido e lançado pela Sony Computer Entertainment Europe para o PlayStation em 1998. As Spice Girls também endossaram a marca de açúcar Domino Sugar em um photoshoot promocional. Em maio de 1998, a banda havia se tornado uma "indústria de merchandising e marketing de US $ 500 milhões", de acordo com a CNN.
As Spice Girls embarcaram na parte americana de sua turnê mundial Spiceworld em junho de 1998. Durante essa etapa da turnê, os comerciais de seus patrocinadores, incluindo Revlon, Pepsi, Biore e Domino Sugar , foram exibidos em grandes telas no shows antes e durante os intervalos. Foi a primeira vez que a publicidade foi usada em concertos pop e foi recebida com reações mistas na indústria da música, com Jon Pareles do The New York Times apelidando a banda de precursoras do "feminismo me compre". No entanto, abriu um novo fluxo de receita de concerto, com especialistas da indústria da música prevendo que mais artistas seguiriam os passos do grupo.
Em agosto de 1998, a empresa de bicicletas PTI Holding Inc. assinou um contrato exclusivo com o grupo e distribuiu bicicletas das Spice Girls, capacetes, patins in-line e acessórios para bicicletas na América do Norte. A empresa recebeu mais de US $3 milhões em compromissos de pré-encomenda no dia em que o acordo foi anunciado e começou a enviar produtos durante o quarto trimestre para o Natal de 1998.
Em maio de 1999, elas ficaram em sexto lugar na lista '100 celebridade mais poderosas' pela Forbes, que classifica as celebridades com base em sua marca.
Em dezembro de 2000, o grupo entrou em um hiato indefinido para se concentrar em suas carreiras solo.

### 2007–08: Reunião
As Spice Girls se reuniram para uma turnê em 2007 a 2008. Em outubro de 2007, foi anunciado que as Spice Girls haviam assinado um contrato com a cadeia de lingerie Victoria's Secret. Sob o acordo, o álbum de maiores sucessos do grupo foi vendido exclusivamente nos Estados Unidos pela Victoria's Secret nos primeiros dois meses de seu lançamento. O grupo também se apresentou no Victoria's Secret Fashion Show no final daquele ano. A cadeia de supermercados britânica Tesco também contratou as Spice Girls para participar de uma campanha publicitária de televisão em duas partes em 2007, em um acordo que supostamente rendeu a cada cantora £ 1 milhão.

## Resposta crítica
O volume e a natureza dos produtos e patrocínios comerciais no auge do sucesso das Spice Girls começaram a desgastar a imagem da banda. Durante o verão de 1997, o grupo foi criticado por "vender-se" para marcas mundiais, ser acusado de superexposição e assinar muitos contratos de patrocínio com grandes empresas corporativas. De acordo com David Sinclair da Rolling Stone, 'Tão grande era o bombardeio diário de imagens e produtos Spice, que rapidamente se tornou excessivo, mesmo para as pessoas que estavam bem dispostos para com o grupo'.
Uma pesquisa realizada em outubro de 1997 descobriu que dois terços das pessoas na Grã-Bretanha acreditavam que o grupo estava super exposto. Comentaristas opinaram que a música da banda parecia uma reflexão tardia, em vez disso, a Newsweek escreveu, "o foco principal das garotas parece estar cobrando taxas enormes por seus acordos de publicidade". David Plotz do Slate observou que outras estrelas da música também tiveram mercadorias com seus rostos no passado, mas nunca nada tão exagerado como as Spice Girls fazia. "A vida é diferente no mundo Spice", ele explicou, "se houver  um produto que os jovens de 12 anos usem, haverá uma versão das Spice Girls em seu shopping no Dia de Ação de Graças".
Comentaristas frequentemente atribuem os vastos esforços de marketing e merchandising das Spice Girls ao seu gerente de longa data Simon Fuller, apelidado de "Svengali Spice" pela imprensa. Em 1997, Fuller foi selecionado como um dos "100 Maiores Marketeiros" pela Advertising Age, que premia os 100 indivíduos de excelência na construção da marca. Fuller explicou mais tarde em "Wannabe: How The Spice Girls Reinvented Pop Fame" (Wannabe: Como as Spice Girls reinventaram a fama do pop) (2004):

Os acordos de patrocínio eram muito mais visando a exposição do que o dinheiro. Um monte de dinheiro foi ganho, mas meu pensamento era se conseguíssemos que a Pepsi gastasse 40 milhões de dólares basicamente com o que era um comercial para o meu grupo, então Aleluia!. Se a Procter & Gamble quisesse lançar uma nova imagem para um de seus desodorantes gastando £ 20 milhões ... Foi assim que eu fiz. E isso aconteceu tão rápido. Porque pensei nisso não como um acordo em termos de ganhar um milhão de libras. Era mais visando usar o dinheiro deles para tornar o meu grupo famoso, e então eles ganhariam muito dinheiro de qualquer maneira.

## Legado
Em sua análise da influência do grupo na cultura popular do século XXI, duas décadas após a sua estreia, John Mckie, da BBC News, observou que, enquanto outras estrelas usaram o apoio de marcas no passado, "a marca Spice foi a primeira a impulsionar o sucesso banda". Sylvia Patterson do The Guardian, também escreveu que as Spice Girls escreveram um verdadeiro legado: "Elas foram as pioneiras originais da banda como marca, de pop como um estratégia de marketing implacável, do merchandising e patrocínio negócios que dominaram o pop comercial desde então".
Em 2016, Tara Joshi do Vice, reconheceu que "o reinado das Spice Girls continuou, elas não pareciam terem se tornado uma entidade musical e mais e mais uma ferramenta aberta de marketing, com Pepsi, Walkers, Polaroid, Barbie e outras marcando acordos muito lucrativos com elas". No entanto, ela argumentou que é esse sucesso de merchandising que "reforça o fenômeno da cultura pop que elas conferiram à indústria da música britânica e ao mundo". Joshi conclui que um "artista pop com muita influência nos produtos que as pessoas estavam comprando era sem precedentes - nessa escala, parece improvável que se repita".
Desde 2008, "Spiceworld: The Exhibition", uma coleção de mais de 5.000 objetos e merchandise das Spice Girls, foi apresentada em museus do Reino Unido, Northampton Museum and Art Gallery em 2012, Tower Museum em 2012, Ripley's Believe It or Not! London and Blackpool em 2015 e 2016, e o Coliseu de Watford de 2016. A coleção é de propriedade de Liz West, detentora do recorde mundial do Guinness para a maior coleção de recordações das Spice Girls. "The Spice Girls Exhibition", uma coleção de mais de 1.000 itens de propriedade de Alan Smith-Allison, foi apresentada no Centro Cultural Trakasol, em Limassol, Chipre, no verão de 2016.